# Seconds Apart
Pour plus de détails, voir Fiche technique et Distribution.
Seconds Apart est un film américain réalisé par Antonio Negret, sorti en 2011.

## Synopsis
Seth et Jonah, deux frère jumeaux, ont des pouvoirs télékinétiques.

## Fiche technique
- Titre : Seconds Apart
- Réalisation : Antonio Negret
- Scénario : George Richards
- Musique : Lior Rosner
- Photographie : Yaron Levy
- Montage : William Yeh (en)
- Production : Moshe Diamant (en), Courtney Solomon et Franklin A. Vallette
- Société de production : After Dark Films
- Société de distribution : After Dark Films (États-Unis)
- Pays :  États-Unis
- Genre : Horreur, fantastique et thriller
- Durée : 89 minutes
- Dates de sortie : 
  -  États-Unis : 28 janvier 2011

## Distribution
- Orlando Jones : le détective Lampkin
- Edmund Entin : Jonah Trimble
- Gary Entin : Seth Trimble
- Samantha Droke : Eve
- Morgana Shaw : Rita Trimble
- Louis Herthum : Owen Trimble
- Marc Macaulay (en) : le père Zinselmeyer
- James DuMont : Hardesty
- Jenn Foreman : Katie Dunn
- David Jensen : Dr. Houska
- Leticia Jimenez : Maybel
- Rusty Tennant : Kirby
- Chelsea Morgan Thomas : Emily

## Distinctions
Le film a été présenté en sélection officielle en compétition au festival international du film fantastique de Puchon et au festival international du film de Catalogne.